# Vasopressina
A vasopressina, também conhecida como arginina vasopressina (AVP) ou argipressina ou hormônio antidiurético (português brasileiro) ou hormona antidiurética (português europeu) (HAD, em inglês ADH, antidiuretic hormone), é um hormônio humano secretado em casos de desidratação e queda da pressão arterial; fazendo com que os rins conservem a água no corpo, concentrando e reduzindo o volume da urina. Este hormônio é chamado de vasopressina, pois aumenta a pressão sanguínea ao induzir uma vasoconstrição moderada sobre as arteríolas do corpo. O ADH atua no néfron, favorecendo a abertura dos canais de água (aquaporinas) nas células do túbulo de conexão e túbulo coletor.

## Estrutura química

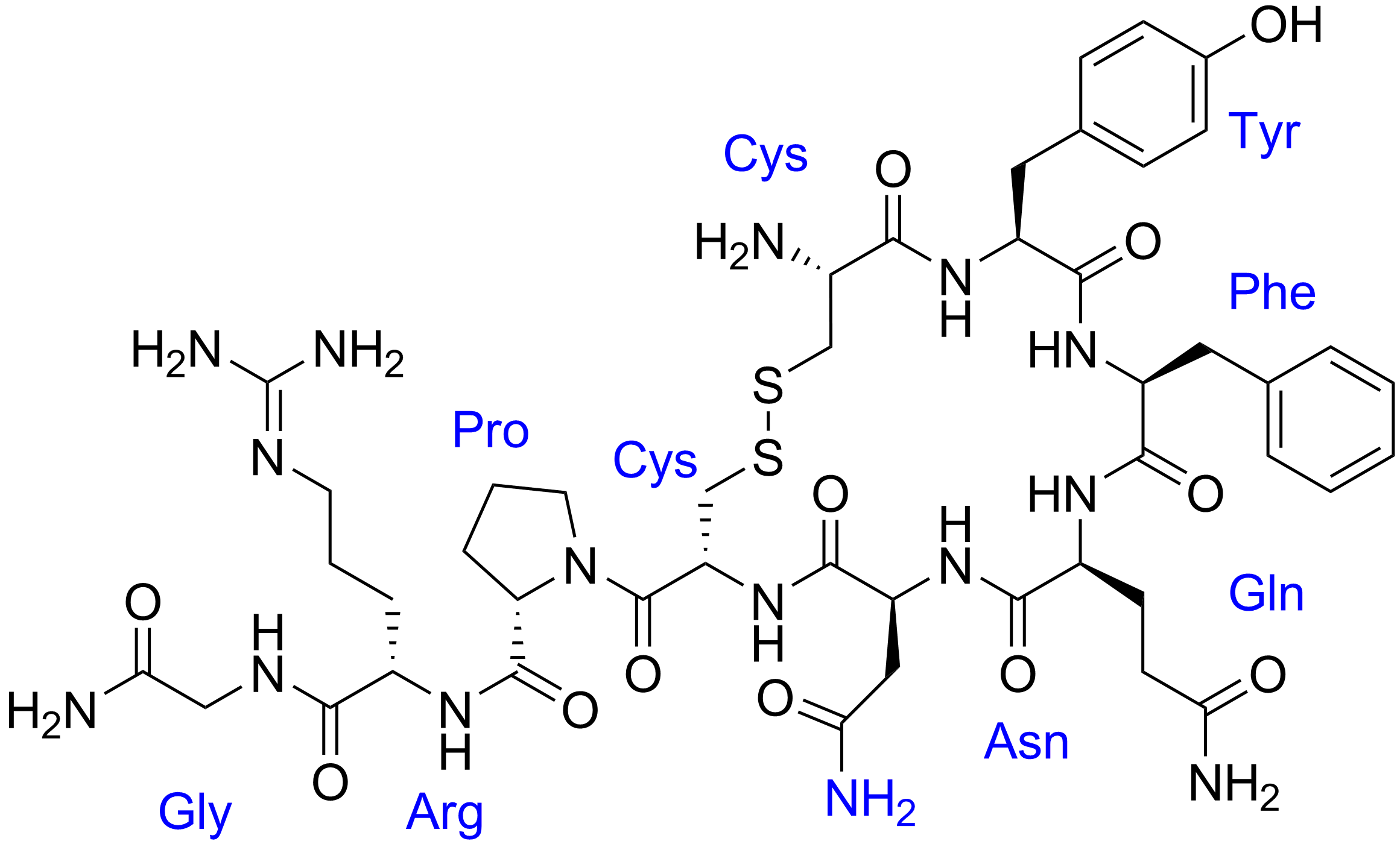
Estrutura química da vasopressina

A vasopressina é formada por uma sequência de nove aminoácidos e por isso é classificada como um nonapeptídeo. Possui peso molecular de 1228 kDa e sua sequência de aminoácido é a seguinte:
A vasopressina também recebe o nome arginina vasopressina ou argipressina devido ao fato de uma arginina ocupar a posição 8 na molécula. Uma ligação sulfídica entre as moléculas de cisteína na posição 1 e 6, conferem à molécula de ADH uma estrutura em forma de anel.

## Produção

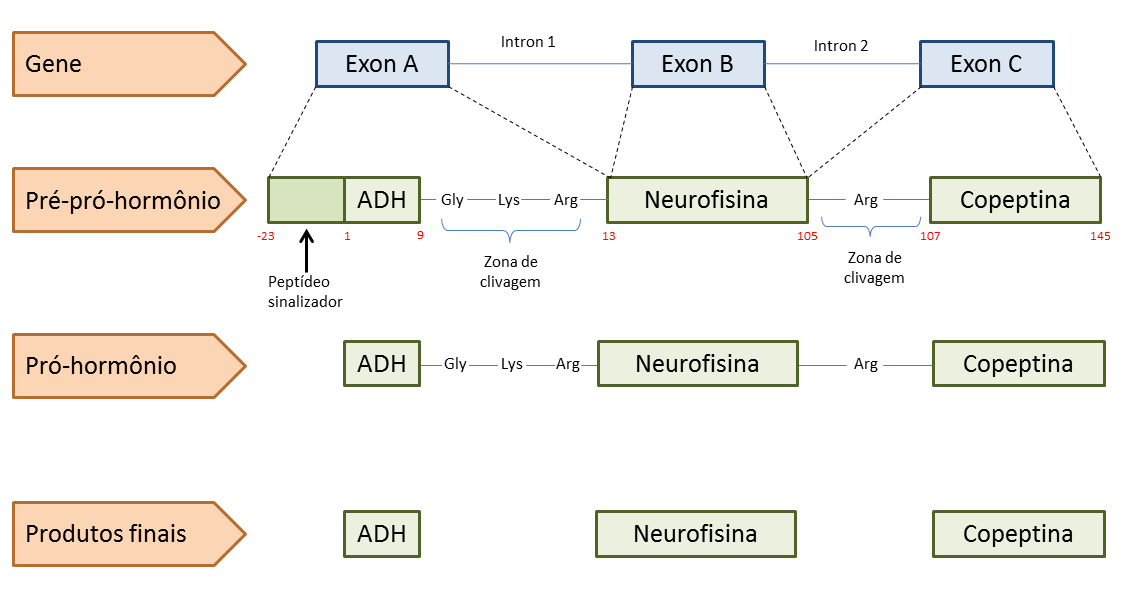
Gene codificador do complexo ADH/neurofisina. A biossíntese ocorre a partir dos éxons A, B e C. Com a clivagem enzimática, o pré-pró-hormônio perde o peptídeo sinalizador e transforma-se no pró-hormônio, que por sua vez sofre nova clivagem, formando o ADH, a neurofisina e a copeptina. Os números em vermelho representam a sequência de aminoácidos.

A vasopressina é secretada pela neuroipófise (porção posterior da hipófise), mas é produzida por células nervosas do hipotálamo que estendem seus axônios até a neuroipófise. Os neurônios dos núcleos supraóptico e paraventricular, localizados no hipotálamo, próximos ao centro da sede, são os responsáveis pela biossíntese da vasopressina. O processo de produção começa com a ativação do gene que codifica a vasopressina, localizado no cromossomo 20. Esse gene possui três éxons, separados por dois íntrons. Cada éxon dá origem a um dos três domínios do pré-pró-hormônio precursor da vasopressina. A molécula precursora da vasopresina, o pré-pró-hormônio, é um peptídeo de 168 aminoácidos, formado por três domínios funcionais: o peptídeo sinalizador mais o ADH, a neurofisina A ou II e um glicopeptídeo chamado copeptina.
O pré-pró-hormônio, sob a ação enzimática, perde o peptídeo sinalizador transformando-se no pró-hormônio, o qual é empacotado em vesículas no complexo de Golgi, para posteriormente ser transportado do corpo celular do neurônio para as terminações nervosas. Esse transporte ocorre através do axônio e demora cerca de 12 a 24 horas. Durante esse tempo, o pró-hormônio sofre novas clivagens, dando origem às moléculas de ADH, neurofisina e copeptina. Os grânulos, nas terminações nervosas, são liberados por meio de exocitose. Uma parte dos grânulos é liberada, enquanto o restante permanece no interior da célula como estoque. O álcool (do consumo de bebidas alcoólicas) suprime a produção do ADH, aumentando a diurese.

## Funções biológicas

### Rins
A vasopressina, nos rins, aumenta a permeabilidade das células dos túbulos renais à água. Nesse sentido, atua nos seguimentos distais do néfron, mais especificamente nas células principais dos túbulos de conexão e coletores, aumentando a reabsorção renal de água. Como resultado, permite que o organismo conserve água, aumentando a concentração da urina e diminuindo seu volume. Por essa razão, recebe o nome de hormônio antidiurético.
As células dos túbulos coletores e da porção fina ascendente da alça de Henle se tornam mais permeáveis à ureia. A maior reabsorção de ureia pelos túbulos faz com que esta se acumule no interstício renal, contribuindo para a manutenção da hipertonicidade medular, o que é importante para a manutenção da capacidade renal de concentrar a urina.

### Sistema vascular
O ADH também promove vasoconstrição arteriolar, aumentando a resistência periférica e consequentemente a pressão arterial. Por esse motivo também recebe o nome de vasopressina. Entretanto, em situações normais, a concentração de vasopressina no sangue está bem abaixo do nível necessário para promover o efeito vasoconstritor. Em casos de hipotensão severa, os níveis de ADH podem elevar-se para valores mais altos, contribuindo mais expressivamente com vasoconstrição periférica e aumento da pressão arterial.

### Sistema nervoso central e comportamento
A vasopressina, além de ter ação hormonal, também atua como neurotransmissor, sendo encontrados receptores para a vasopressina em várias estruturas do sistema nervoso central. Algumas estruturas límbicas contêm receptores para vasopressina e por isso ela está relacionada a comportamento social, aspectos emocionais, aprendizado e memória. Abaixo estão relacionadas as ações da vasopressina no sistema nervoso central:
- Agressividade: níveis elevados de vasopressina estão relacionados a maior agressividade.[11]
- Memória: administração intranasal de AVP está associada a uma melhora da memória.[11]
- Ansiedade: altos níveis de AVP estão relacionados a um maior nível de ansiedade.[11]
- Depressão: altos níveis de AVP estão relacionados a estados depressivos.[11]
- Regulação do ritmo circadiano.[11]
- Controle da secreção do hormônio adrenocorticotrófico (ACTH) e, consequentemente, do eixo hipotálamo-hipófise-adrenal.[11]
- Sensibilidade à dor: estudos recente parecem relacionar a vasopressina à sensibilidade a dor no estresse.[12]

A atuação da vasopressina na cognição e no comportamento social implica que a mesma possa contribuir para algumas situações patológicas como depressão e demência, além de estar relacionada às alterações do ciclo circadiano presentes nos pacientes depressivos e com Doença de Alzheimer. Considerando que a vasopressina e a ocitocina atuem na socialização, especula-se que essas substâncias possam aumentar a cognição social de pacientes com autismo, porém mais estudos são necessários nesse campo.
A vasopressina, assim como a ocitocina, está implicada na manifestação de comportamentos típicos de cada sexo. Há uma associação positiva entre os níveis de vasopressina e as taxas de agressão e impulsividade, tendo efeitos distintos para homens e mulheres. Ou seja, a vasopressina influencia o dimorfismo sexual para o comportamento agressivo.
Achados farmacológicos e neurobiológicos sugerem uma interação entre a serotonina e a vasopressina no controle do comportamento agressivo. Um aumento na serotonina produz uma queda nos níveis de vasopressina nos núcleos anterior e ventrolateral do hipotálamo, bem como nos níveis de agressão.

### Hemostasia
A vasopressina contribui para a coagulação sanguínea aumentando a concentração do fator VIII e do fator de von Willebrand.

## Controle da secreção
A vasopressina é secretada pela neuroipófise e sob ação de vários fatores, entretanto, dois deles têm importância destacada: o estímulo osmótico e o hemodinâmico. Em situações de perda de água, ocorre aumento da osmolaridade do sangue, levando à sensação de sede e liberação do ADH pela neuroipófise. O resultado desses alterações é uma maior ingestão hídrica pelo indivíduo e maior retenção de água pelos rins, revertendo a situação de déficit de água. De outro modo, em situações onde ocorre queda da pressão arterial (hemorragia, por exemplo), a vasopressina também é liberada na tentativa de elevar a pressão arterial às custa da vasoconstrição arteriolar.
Considerando sua ação antidiurética, existe uma relação inversa entre a concentração plasmática de vasopressina e o débito urinário: quanto maior a concentração de vasopressina, menor será o débito urinário e portanto maior a osmolaridade urinária. Entretanto existe um limite para esse fenômeno, de tal forma que o débito urinário não será nulo somente pela ação do ADH. O rim pode produzir urina com concentração urinária de no máximo 1200 mOsm/L, o que equivale a uma diurese de aproximada 700 mL. Mesmo com níveis elevados de vasopressina, a osmolaridade urinária não deve passar de 1200 Osm/L. A máxima concentração urinária é obtida quando a concentração de ADH no plasma está um pouco acima do dobro de seu valor normal, por volta de 6 pg/mL. Os estímulos para a secreção da vasopressina podem ser classificados em osmóticos e não osmóticos.

### Estímulo osmótico
Conforme descrito anteriormente, a secreção de ADH é estimulada de acordo com variação na osmolaridade do plasma. Uma osmolaridade plasmática acima de 280 mOsm/L promove aumento na secreção do ADH. Abaixo desse valor, a secreção é ausente e por isso o valor de 280 mOsm/L é considerado o limiar osmótico para a liberação do ADH. Acima do limiar osmótico, a secreção de vasopressina ocorre de forma linear em relação à osmolaridade plasmática. Pequenas alterações na osmolaridade plasmática são suficientes para causar aumento considerável na secreção de ADH, permitindo que o rim altere rapidamente o volume urinário, garantindo a conservação de água no organismo.
Além do limiar osmótico do ADH, também exite o limiar da sede, onde um aumento na osmolaridade plasmática acima de 290 mOsm/L causa sensação de sede. Quando se sente sede, com osmolaridade do plasma de 290 mOsm/L, a secreção do ADH já está aumentada, pois esta ocorre acima de 280 mOsm/L. Assim, o ADH é liberado bem precocemente em situação de déficit de água.
A variação da osmolaridade plasmática é reconhecida por osmorreceptores na região hipotalâmica, responsáveis por transmitir informação para os neurônios dos núcleos supraóptico e paraventricular, permitindo a regulação da produção de ADH.

### Estímulo não osmótico (Hemodinâmico)
Vários fatores modulam a liberação do ADH, independente da alteração da osmolaridade plasmática, dentre os quais o mais importante é o fator hemodinâmico. Quando ocorre perda de fluido acompanhada ou não de hipotensão, receptores espalhados pelo corpo percebem essa alteração e enviam estímulos para o hipotálamo para liberação de ADH. Barorreceptores localizados no arco aórtico e no seio carotídeo percebem queda na pressão arterial, enquanto receptores de estiramento localizados nos átrios e grandes veias, percebem queda no volume circulante. Essas informações são transmitidas ao núcleo do trato solitário pelos nervos vago e glossofaríngeo. Do núcleo do trato solitário partem fibras para os núcleos supra-óptico e paraventricular, estimulando a liberação de ADH.
A ativação da liberação do ADH pelo fator hemodinâmico, independente do fator osmótico, faz com que o organismo retenha líquido mesmo que a osmolaridade do plasma esteja normal. Como consequência, o indivíduo passa a reter mais água, ficando sob o risco de desenvolver hiposmolaridade e hiponatremia. No entanto, considerando a situação de hipoperfusão, é justificável que o organismo priorize a manutenção da perfusão de órgão vitais (miocárdio e sistema nervoso central) em detrimento da homeostase osmótica.
Na situação de hipoperfusão, a concentração de ADH no sangue pode se elevar a mais de dez vezes do valor normal. Como visto anteriormente, valores acima do dobro do normal já são suficientes para atingir uma máxima concentração urinária, portanto tamanha elevação não tem função sob o ponto de vista de conservação hídrica, mas tem importância na estimulação de vasoconstrição periférica para manter a pressão arterial adequada, juntamente com a perfusão tecidual.
| Fatores não osmóticos                         |
| Fatores que causam aumento da secreção de ADH |
| --------------------------------------------- |
| Estímulo hemodinâmico                         |
| Náuseas                                       |
| Hipoglicemia                                  |
| Ação do sistema renina - angiotensina         |
| Estresse emocional                            |
| Hipóxia                                       |
| Hipercapnia                                   |
| Aumento da temperatura do sangue              |
| Dor                                           |
| Drogas                                        |

| Drogas e hormônios que afetam a secreção de ADH | Drogas e hormônios que afetam a secreção de ADH |
| Estimuladores                                   | Inibidores                                      |
| ----------------------------------------------- | ----------------------------------------------- |
| Acetilcolina                                    | Norepinefrina                                   |
| Nicotina                                        | Flufenazina                                     |
| Apomorfina                                      | Haloperidol                                     |
| Morfina (em dose alta)                          | Prometazina                                     |
| Epinefrina                                      | Oxilorfan                                       |
| Isoproterenal                                   | Butorfanol                                      |
| Bradicinina                                     | Agonistas de opióides                           |
| Histamina                                       | Morfina (em dose baixa)                         |
| Prostagalendina                                 | Álcool                                          |
| Beta-endorfina                                  | Carbamazepina                                   |
| Ciclofosfamida                                  | Glicocorticóide                                 |
| Vincristina                                     | Clonidina                                       |
| Insulina                                        | Muscinol                                        |
| 2 Deoxiglicose                                  | Fenciclidina                                    |
| Angiotensina II                                 |                                                 |
| Lítio                                           |                                                 |
| Fator de liberação da corticotrofina            |                                                 |
| Naloxona                                        |                                                 |
| Colecistocinina                                 |                                                 |

## Mecanismo de ação

### Aumento da permeabilidade renal à água
A vasopressina aumenta a permeabilidade à água das células dos túbulos de conexão e túbulo coletor, através da inserção de aquaporinas na membrana apical. O ADH não consegue atravessar a membrana celular, por isso, para exercer suas funções biológicas, deve interagir com receptores na membrana celular e ativar segundos mensageiros, que irão desencadear uma cascata de eventos intracelulares. Esse processo está resumido abaixo:
Inicialmente, o ADH liga-se ao receptor V2 localizado na membrana basolateral das células dos túbulos de conexão e túbulo coletor. Esse processo ativa a proteína G estimuladora, quer por sua vez ativa adenilciclase. A adenilciclase converte o ATP em AMPc, o qual age no núcleo celular, ativando o gene que codifica a aquaporina 2. Esses canais de água são empacotados em vesículas intracitoplasmáticas, através da ação da proteína quinase A (PKA), que também é ativada pelo AMPc. As aquaporinas armazenadas nessas vesículas, são transportadas pelo citoesqueleto até a região apical da célula, onde são inseridas na membrana por um processo de exocitose constitutiva. Normalmente as células dos seguimentos distais do néfron já possuem aquaporinas integrais  na sua membrana basolateral (aquaporinas 3 e 4). Com a inserção da aquaporina 2 na membrana apical, criam-se canais de água nos dois lados da célula, permitindo que a água atravesse a célula da região apical até a basal com maior facilidade .

### Aumento da permeabilidade renal à ureia
O aumento da permeabilidade à ureia ocorre através da inserção de transportadores de ureia denominados UT (do inglês, urea transporter) na membrana apical das células do túbulo renal, mais especificamente na porção terminal do túbulo coletor e na porção fina ascendente da alça de Henle. O processo é semelhante ao descrito acima para a inserção de aquaporinas 2, no qual o ADH liga-se ao receptor V2, que através do AMPc, desencadeia uma cascata de eventos, culminado na inserção do UT à membrana apical das células.

## Regulação da ação da vasopressina no rim

Esquema da regulação da diurese pelo ADH e aldosterona.

Para manter constante a quantidade de água no organismo, a liberação e ação do ADH precisa ser rápida para evitar perda de água e desidratação. Do mesmo modo, a reversão dessa ação também precisa ser rápida para evitar acúmulo de água em excesso no organismo, após a ingestão de grande quantidade de água. O ADH possui meia vida aproximada de 20 minutos devido à sua rápida metabolização renal e hepática. Considerando isso, após uma ingestão razoável de água, a diurese aumentará depois de, aproximadamente, 20 minutos, como resultado da queda dos níveis sanguíneos de ADH. A reversão da ação da vasopressina no rim ocorre através de três mecanismos básicos:
- Remoção das aquaporinas da membrana luminal.
- Produção local de antagonistas do ADH (prostaglandina E2).
- Remoção do próprio receptor V2 da membrana basolateral e seu posterior reaproveitamento.[22]

As aquaporinas são removidas da membrana apical das células tubulares por um processo de endocitose, além disso, algumas moléculas de aquaporina são perdidas na urina, podendo ser detectadas por análise urinária específica. Outro mecanismo para diminuir o número de aquaporinas na membrana celular é a degradação do AMPc pela ação de uma enzima, a fosfodiesterase, promovendo a diminuição da síntese celular das aquaporinas.
O ADH, além de estimular o receptor V2 e promover a inserção de aquaporinas na membrana apical, também estimula o receptor V1, que por sua vez ativa a fosfolipase A, gerando prostaglandina E2 a partir do ácido araquidónico. A prostaglandina E2 inibe a ação da adenilciclase, modulando a ação do ADH nas células.

## Distúrbios do ADH
As doenças relacionados à vasopressina são classificadas em excesso de produção/efeito do ADH e falta de produção/efeito do ADH.

### Falta de produção/efeito
Essas situações são caracterizadas por poliúria, que por sua vez, estimula o centro da sede devido à perda de grande quantidade de água pela urina. Com a sensação de sede aumentada, o paciente passa a ingerir grande quantidade de líquido para manter seu balanço hídrico estável. O resultado final é a ocorrência de poliúria e polidipsia sem alteração da osmolaridade do sangue ou distúrbio eletrolítico. Por outro lado, se o paciente não tiver acesso a água (por exemplo, pacientes acamados) ou a ingestão de líquidos for insuficiente, ocorrerá desidratação e hipernatremia.
Essa síndrome caracterizada por eliminação de grande quantidade de urina hipotônica recebe o nome de Diabetes insipidus. O termo diabetes está relacionado à perda de água e insipidus à ausência de sabor da urina. Nos primórdios da medicina, o exame do sabor da urina era frequente, existindo duas classificações para as poliúrias: o diabetes insipidus (eliminação de urina sem sabor) e o diabetes mellitus (eliminação de urina com sabor doce, sendo mellitus relativo ao mel).
As causas de falta de produção/efeito do ADH, com consequente poliúria, são:
- Diabetes insipidus central: falta de produção do ADH pelo sistema hipotalâmico-hipofisário. Também conhecido como diabetes insipidus hipotalâmico, neurogênico ou neuroipofisário.
- Diabetes insipidus gestacional: aumento do metabolismo do ADH e consequente redução do seu efeito.
- Diabetes insipidus nefrogênico: ausência de resposta renal ao estímulo do ADH. Neste caso a produção está normal, porém o ADH não exerce seu efeito nas células renais.
- Polidipsia primária: redução dos níveis de ADH no sangue devido à ingestão excessiva de água. A polidipsia pode ocorrer em transtorno psiquiátricos ou sensação excessiva de sede, também conhecido como diabetes insipidus dipsogênico.

### Excesso de produção/efeito
Essas situações são caracterizadas por retenção excessiva de água e desenvolvimento de hiposmolaridade e hiponatremia. As causas de excesso de produção/efeito do ADH são:
Síndrome de secreção inapropriada de hormônio antidiurético: também conhecida como hormônio antidiurético de secreção inadequada, síndrome da secreção inadequada de vasopressina, SIHAD ou síndrome de Schwartz-Bartter, em homenagem aos médicos que descreveram a síndrome pela primeira vez em 1957. É caracterizada por excesso de produção do ADH mesmo quando não há queda da pressão arterial ou desidratação (por isso chamada secreção inapropriada), geralmente causada por desordens do sistema nervoso central, neoplasias, doenças pulmonares, HIV e medicações.
- Situações que causam queda da pressão, redução da volemia ou desidratação, promovem aumento da secreção de ADH, podendo resultar em hiponatremia. Nesses casos a secreção está apropriada porém com efeito prolongado e excessivo do ADH. Exemplos: hipovolemia, cirurgias extensas, insuficiências adrenal, cardíaca, hepática, hipotireoidismo, uso de diuréticos e sensibilidade excessiva ao ADH.[6][29]

### Determinação do HAD
Paciente: Jejum de 12 horas
Amostra: Plasma coletado com EDTA, para dosagem de HAD, e soro para determinação da osmolaridade.
Valores de Referência: 0,4 a 2,4 pg/mL (quando a osmolaridade for <285mOsm/kg) e 2 a 12 pg/mL (em osmolaridade >250mOsm/kg)
Valores Elevados: Encontrados na síndrome de secreção inapropriada de hormônio antidiurético (SSIHAD), que consiste na produção autônoma e sustentada de HAD em ausência de estímulos conhecidos para sua liberação. Está associada com uma grande variedade de distúrbios.
- Produção ectópica por tumores: Carcinoma eal cell dos brônquios e carcinoma pancreático.
- Infecções pulmonares: Tuberculose e pneumonia.
- Lesões do SNC (sistema nervoso central): Traumatismos e neoplasias.
- Diabetes insípido nefrogênico: Insuficiência renal crônica, após transplante renal, hiperaldosretonismo primário, anemia falciforme , hipergamalobulinemia, mieloma múltiplo, depleção prolongada de potássio.
- Outros: Insuficiência suprarrenal e porfiria intermitente aguda.
- Fármacos: Acetilcolina, anestésicos, barbitúricos, carbamazepina, ciclofosnamida, citrato de oxitocina, clofibrato, clorotiazida, clorpropamida, estrogênios, fenotiazinas, antidepressivos tricíclicos, lítio, nicotina, injeção de oxitocina, sulfato de morfina, vimblastina e sulfato de vincristina.

Valores reduzidos: O diabetes insípido central é o mais importante distúrbio hipofuncional do HAD. Caracteriza-se por poliúria (>2,5L/d) e polidipisia (aumento da sede) resultantes da secreção inadequada de HAD ou da inabilidade dos túbulos renais em responderem ao hormônio. As causas de secreção diminuída de HAD em resposta aos fatores osmorregulatórios incluem traumatismo cranioencefálico, lesões pituitárias e uma forma herdada dos distúrbio. Fármacos: fenitoína e carbamazepina.